# Cantonul Dozulé
Cantonul Dozulé este un canton din arondismentul Lisieux, departamentul Calvados, regiunea Basse-Normandie, Franța.

## Comune
| Comune               | Populație (1999) | Cod poștal | Cod INSEE |
| -------------------- | ---------------- | ---------- | --------- |
| Angerville           | ...              | 14430      | 14012     |
| Annebault            | ...              | 14430      | 14016     |
| Auberville           | ...              | 14640      | 14024     |
| Basseneville         | ...              | 14670      | 14045     |
| Bourgeauville        | ...              | 14430      | 14091     |
| Branville            | ...              | 14430      | 14093     |
| Brucourt             | ...              | 14160      | 14110     |
| Cresseveuille        | ...              | 14430      | 14198     |
| Cricqueville-en-Auge | ...              | 14430      | 14203     |
| Danestal             | ...              | 14430      | 14218     |
| Dives-sur-Mer        | ...              | 14160      | 14225     |
| Douville-en-Auge     | ...              | 14430      | 14227     |
| Dozulé               | ...              | 14430      | 14229     |
| Gonneville-sur-Mer   | ...              | 14510      | 14305     |
| Goustranville        | ...              | 14430      | 14308     |
| Grangues             | ...              | 14160      | 14316     |
| Heuland              | ...              | 14430      | 14329     |
| Houlgate             | ...              | 14510      | 14338     |
| Périers-en-Auge      | ...              | 14160      | 14494     |
| Putot-en-Auge        | ...              | 14430      | 14524     |
| Saint-Jouin          | ...              | 14430      | 14598     |
| Saint-Léger-Dubosq   | ...              | 14430      | 14606     |
| Saint-Pierre-Azif    | ...              | 14950      | 14645     |
| Saint-Samson         | ...              | 14670      | 14657     |
| Saint-Vaast-en-Auge  | ...              | 14640      | 14660     |